# Anax indicus
Anax indicus är en trollsländeart som beskrevs av Maurits Anne Lieftinck 1942. Anax indicus ingår i släktet Anax och familjen mosaiktrollsländor. IUCN kategoriserar arten globalt som livskraftig. Inga underarter finns listade i Catalogue of Life.